# Loi du 27 mars 1948 relative au droit de vote des femmes aux chambres législatives
 (mai 2022).
La mise en forme du texte ne suit pas les recommandations de Wikipédia : il faut le « wikifier ».
Les points d'amélioration suivants sont les cas les plus fréquents :
- Les titres sont pré-formatés par le logiciel. Ils ne sont ni en capitales, ni en gras.
- Le texte ne doit pas être écrit en capitales (les noms de famille non plus), ni en gras, ni en italique, ni en « petit »…
- Le gras n'est utilisé que pour surligner le titre de l'article dans l'introduction, une seule fois.
- L'italique est rarement utilisé : mots en langue étrangère, titres d'œuvres, noms de bateaux, etc.
- Les citations ne sont pas en italique mais en corps de texte normal. Elles sont entourées par des guillemets français : « et ».
- Les listes à puces sont à éviter, des paragraphes rédigés étant largement préférés. Les tableaux sont à réserver à la présentation de données structurées (résultats, etc.).
- Les appels de note de bas de page (petits chiffres en exposant, introduits par l'outil «  Source ») sont à placer entre la fin de phrase et le point final[comme ça].
- Les liens internes (vers d'autres articles de Wikipédia) sont à choisir avec parcimonie. Créez des liens vers des articles approfondissant le sujet. Les termes génériques sans rapport avec le sujet sont à éviter, ainsi que les répétitions de liens vers un même terme.
- Les liens externes sont à placer uniquement dans une section « Liens externes », à la fin de l'article. Ces liens sont à choisir avec parcimonie suivant les règles définies. Si un lien sert de source à l'article, son insertion dans le texte est à faire par les notes de bas de page.
- La présentation des références doit suivre les conventions bibliographiques. Il est recommandé d'utiliser les modèles {{Ouvrage}}, {{Chapitre}}, {{Article}}, {{Lien web}} et/ou {{Bibliographie}}. Le mode d'édition visuel peut mettre en forme automatiquement les références.
- Insérer une infobox (cadre d'informations à droite) n'est pas obligatoire pour parachever la mise en page.

Pour une aide détaillée, merci de consulter Aide:Wikification.
Si vous pensez que ces points ont été résolus, vous pouvez retirer ce bandeau et améliorer la mise en forme d'un autre article.
La loi du 27 mars 1948 est une loi belge qui octroie le suffrage universel aux femmes sous le règne de Charles, Prince de Belgique, régent du royaume, au moment où Léopold III est dans l'impossibilité de régner. Cette loi permet d’instaurer l’égalité entre les hommes et les femmes aux différents niveaux politiques. Le 26 juin 1949, on verra pour la première fois, une femme se diriger vers les urnes pour user de son droit de vote aux élections législatives. 

## Quelques figures emblématiques
Entre les années 1830 et 1840, période pendant laquelle le régime hollandais tente de reprendre le pouvoir à la suite de l'indépendance de la Belgique en 1830, «certaines femmes issues de la bourgeoisie libéral progressiste et influencées par le socialisme utopique revendiquent plus de droits pour les femmes dues aux inégalités sur les plans civil, politique et professionnel». Parmi ces femmes, l'une d'elles, nommée Zoé de Gamond (1806-1854), estime qu'avant de réclamer l'égalité totale entre les hommes et les femmes, il faudrait passer par le changement des mentalités des citoyens». Par ailleurs, elle affirme que «l'égalité s'obtient par la mise à niveau intellectuelle des femmes avec les hommes et surtout par la prise de conscience préalable des femmes de leur propre infériorisation». C’est pourquoi, elle crée des écoles qui accueillent des jeunes filles afin de les éduquer et de les instruire.
En 1888, survient un événement nommé « l'affaire Popelin », à l'origine de la première ligue des droits des femmes en 1892. Marie Popelin,  première femme ayant fait des études de droit,  se voit refuser le barreau pour exercer sa profession d'avocate parce qu'elle est une femme. Selon la Cour d'appel de Bruxelles, dans son arrêt du 12 décembre 1888, « les tâches et la nature de la femme sont inconciliables avec la profession d'avocat ». « Cet échec est important parce qu’il marque le début de la prise de conscience de la question féminine et de l’inégalité des droits entre l’homme et la femme ». À la veille de la Première Guerre mondiale, est créée la fédération belge fondée à Bruxelles par deux femmes Jane Brigode et Louise Van den Plas. « Cette fédération est affiliée à l'Alliance internationale pour le suffrage et les droits civiques des femmes, regroupant des sociétés revendiquant l'égalité politique entre les sexes en préparant celles-ci à l'exercice du droit de vote ». Cette fédération est créée dans le but d'obtenir le droit de vote des femmes à tous les niveaux politiques (communal, provincial et législatif). En 1913, elle pose un acte qui est une lettre ouverte revendiquant le suffrage féminin aux membres de la Chambre. Cependant en raison de la guerre 14-18, cet action est mise en suspens. Après la guerre, la fédération refait surface pour montrer son désaccord avec la révision de la Constitution en 1921 qui octroie le suffrage universel aux hommes sans l'octroyer également aux femmes.

## Contexte juridique et social
Avant d’expliquer plus en profondeur la loi du 27 mars 1948 qui octroie le droit de vote universel aux hommes et aux femmes aux élections législatives, il serait judicieux de revenir sur les différentes étapes de l’octroi du droit de vote qui a fait l’objet de plusieurs modifications dans la Constitution. Nous allons commencer par développer la question du suffrage censitaire, du suffrage universel tempéré par le vote plural, et enfin le suffrage pure et simple des hommes à 21 ans.   

### Le suffrage censitaire  (1831-1893)
Lors de l’indépendance de la Belgique en 1831, on voit apparaître «le vote censitaire exclusivement masculin qui exclut plus de 98% de la population». En vertu de l’article 47 de la Constitution de 1831, on octroie le droit de vote tant pour la Chambre que pour le Sénat seulement «aux citoyens qui payent le cens étant un impôt direct versé à l'État». A cet égard, la Constitution de 1831 ne laisse guère penser que le vote est simplement destiné aux hommes et que les femmes en sont privées. Cependant, pour  la mentalité de l’époque, il est évident que les femmes ne puissent pas voter. C’est ce qui explique pourquoi la femme qui a les moyens de payer le cens et ainsi a le droit à un vote, va le transférer automatiquement à un homme que ce soit le mari, le fils, le gendre ou le père. C’est ce qui constituent les droits dérivés des hommes. Le gouvernement utilise également l’argumentaire de type naturaliste en considérant que le rôle de la femme c’est de fonder une famille et ainsi elle doit rester dans la sphère privée. Le gouvernement provisoire a en effet adopté la formule française du suffrage censitaire en vertu de laquelle « les droits politiques qui découlent du cens payé par une femme mariée sont transférées à son mari, ceux d'une veuve au fils qu'elle désigne ou à défaut à un gendre, ceux d'enfant mineures ou père qui a la jouissance de leurs biens».
En outre, l’exclusion de la femme au XIXe siècle est accentué par le Code civil issue du Code Napoléon (1804) qui assimile la femme à un mineur en les privant de leur capacité juridique.

### Le suffrage universel tempéré par le vote plural (1893 à 1919)
Par la suite, il y a eu une révision constitutionnelle en 1893 qui modifie l’article 47 de la Constitution en accordant le suffrage universel mais d’une manière «tempérée» constitué par un vote plural. Le vote plural est la situation dans laquelle certains citoyens qui « selon leur degré de fortune, de respectabilité ou de capacité» pourrait cumuler plus d’une voix qui pourrait aller jusqu'à trois voix au plus. En l'occurrence, le suffrage universel tempéré a été créé à la suite d’un mouvement d'idées de la tendance progressiste du parti libéral et de la pression populaire socialistes faisant partie du POB. La question du droit de vote des femmes ne se pose pas encore au gouvernement à ce moment-là. 

### Le suffrage universel pur et simple des hommes à 21 ans (1919 à 1948)
Après la Première Guerre Mondiale, il était impensable de garder le suffrage universel tempéré plural au vu de l’endurance et de la souffrance de la population tout entière . C’est pourquoi, une loi simple va promulguer ce suffrage universel pur et simple le 19 mai 191. Au niveau du contenu de cette loi, elle précise que tous les hommes ont droit à une voix (on supprime alors la possibilité d’avoir deux ou trois voix) à partir de 21 ans (l’âge requis a été abaissé parce qu’il y a une volonté politique de voir un maximum de soldats (héros des tranchées) accéder au droit de vote). On veut ainsi valoriser ces soldats après la guerre. 
En outre, pendant cette période de l’entre-deux-guerres, certaines femmes vont à cette occasion pouvoir voter mais seulement à l’échelon communal. Il s’agira d’accorder le droit de vote à certaines femmes qu’on considère comme étant des héroïnes de guerre. On les appelle les «voix mortes ». Ce  sont «les veuves (non-remariées), les mères (pour autant qu’elles soient elles-mêmes veuves) des militaires morts au cours de la Première Guerre mondiale et des civils fusillés ou tués par l’ennemi». On ajoute à cela «les femmes qui, pour des motifs d’ordre patriotique, ont été condamnées à la prison ou ont été détenues préventivement au cours de l’occupation allemande de 1914-1918» conformément à l’article 2 de la loi du 19 mai 1919. «Les prostituées ainsi que les femmes adultères en sont exclues». 

## Élaboration de la loi
À la sortie de la Deuxième Guerre mondiale, les questions centrales sur lesquelles vont s’attarder les politiques sont d’ordre essentiellement économiques et sociales. 
Il est important de souligner que pendant cette phase d'après-guerre, la question sur la citoyenneté des femmes n’est pas la principale. Ce qui intéressent les politiques à ce moment-là, c'est «l’apport des voix que les femmes pourraient représenter pour les différents partis» . En effet, cette période est marquée par la question royale. À la fin de la Seconde Guerre mondiale, le gouvernement refuse que le roi Léopold III retourne en Belgique car il a eu une attitude qui a été très mal perçue par la population belge. Il y a alors deux camps qui se dessinent : d’une part ceux qui sont favorables au retour du Roi, d’autre part, ceux qui sont défavorables à son retour. Les socialistes et les libéraux ont un esprit anti-monarchique et ainsi sont défavorables au retour du Roi Léopold III. Ce qui est primordiale pour eux, à ce moment-là, c’est de régler immédiatement la question royale. Tandis que le Parti Social-Chrétien est très favorable à son retour c’est pourquoi il accorde un grand intérêt à la citoyenneté féminine, «il espère obtenir ainsi la majorité nécessaire pour lever l’impossibilité de régner du Roi Léopold III et le faire rentrer en Belgique» . «C’est donc seulement le dépôt, le 7 avril 1945, de deux propositions de loi, celle de la communiste, Alice Degeer-Adère et celle du démocrate-chrétien, Henri Carton de Wiart qui permet de relancer les débats parlementaires sur la question du droit de vote des femmes ». Il ressort des discussions à la Chambre des représentants lors de la séance du 24 octobre 1945, que selon Mme. Blume «il serait invraisemblable qu’après avoir reçu les félicitations des autorités pour leur action pendant la guerre, les femmes belges seules en Europe se voient refuser le droit de vote. En refusant le vote aux Chambres en 1946, non seulement le parlement commettait une injustice, mais encore il se couvrirait de ridicule». En effet, les femmes ont joué un rôle important pendant la Seconde Guerre mondiale lorsque les hommes étaient au front. Il y aura effectivement beaucoup de femmes qui vont remplacer les hommes dans les industries et se faisant, vont assurer le développement économique du pays. C’est ce qui explique que lors de la séance du 24 octobre 1945, M. Carton de Wiart a évoqué le fait qu’il y a une volonté de la population d’instaurer le droit de vote aux femmes. 
En outre, il a été aussi question de la Charte des Nations unies lors de cette séance. Cette Charte prévoit expressément l’égalité des sexes au point de vue des droits civiques. Il est important de souligner que la Belgique y a adhéré le 27 décembre 1945.

## Contenu de la loi
La loi du 27 mars 1948 attribuant le droit de vote aux femmes pour les Chambres législatives dispose en son article premier que : «les femmes sont admises au vote dans les mêmes conditions d’âge, de nationalité et de domicile». Ainsi, comme le prévoit l’article 2 de cette dernière, «les mots du sexe masculin figurant au deuxième alinéa de l’article 4 de la loi électorale communale, sont supprimés».  

## Les conséquences de cette loi
L’une des craintes majeures du gouvernement pendant l’entre-deux-guerres, c’était de voir basculer l’équilibre du gouvernement en octroyant aux femmes le droit d’accéder aux suffrages. Lors des élections en 1949, on se rend compte que ce vote des femmes n’a rien changé finalement, il s’agissait d’une crainte infondée. Ce qui ressort de la presse quotidienne ne montre pas encore une évolution de mentalité malgré l’entrée en vigueur de la loi. «Les électrices sont décrites comme des ménagères, plus préoccupées de mode ou de cuisine que de politique» . Les partis politiques considèrent, eux, qu’à la sortie des élections de 1949, que les femmes ont bien voté, c’est-à-dire, qu’elles ont bien suivi les conseils des hommes qui les entourent. «Citoyenne à part entière en théorie mais les femmes ne le sont pas encore dans les esprits» . Au niveau de la participation politique des femmes, petit à petit le chiffre augmente : «les premières élections de l’après-guerre permettent à cinq des six pionnières élues avant 1940, de siéger à nouveau au Parlement» .

## Un point critique
La Belgique et la France sont les deux pays d’Occident à octroyer assez tardivement le suffrage universel aux femmes, comparés à d’autres pays. Si certains pays voisins viennent d’adopter le suffrage féminin universel à cette époque-là (Allemagne (1918), Pays-Bas (1919) et Luxembourg (1919)), les femmes belges, tout comme les Françaises d’ailleurs, devront encore patienter. Alors que le suffrage universel est accordé aux Françaises dès 1944, la Belgique sera l’un des derniers pays européens à octroyer ce droit aux femmes.